# La vera storia di Scarface
La vera storia di Scarface (Cocaine Cowboys) è un documentario del 2006 diretto da Billy Corben.

## Trama
Il documentario analizza la crescita dell'uso di cocaina e la criminalità ad essa collegata nella città di Miami negli anni settanta e ottanta. Sono state utilizzate interviste a giornalisti, poliziotti, avvocati, ex-trafficanti di droga e membri di gang per dare una testimonianza in prima persona della guerra alla droga di Miami.